# (1595) Tanga
(1595) Tanga ist ein Asteroid des Hauptgürtels, der am 19. Juni 1930 von den südafrikanischen Astronomen Cyril V. Jackson und Harry Edwin Wood am Union-Observatorium (IAU-Code 078) in Johannesburg entdeckt wurde.
Der Asteroid ist nach der Hafenstadt Tanga in Tansania benannt.